# Normalfrequenz- und Zeitzeichenfunkdienst über Satelliten

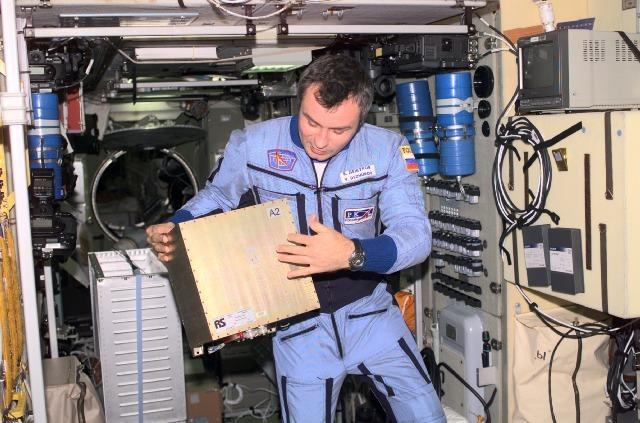
GTS-Modul an Bord der ISS mit Kosmonaut Wladimir Deschurow

Der Normalfrequenz- und Zeitzeichenfunkdienst über Satelliten (englisch standard frequency and time signal-satellite service) ist gemäß Definition der Internationalen Fernmeldeunion (ITU) in der VO Funk ein Funkdienst, der den gleichen Zwecken dient wie der Normalfrequenz- und Zeitzeichenfunkdienst, bei dem für diese Zwecke jedoch Weltraumfunkstellen an Bord von Erdsatelliten benutzt werden.
Ein Beispiel dazu ist das Experiment Global Transmission Services 2 (GTS-2). In der Praxis werden für diesen Zweck aufgrund der ubiquitären Verfügbarkeit jedoch die Signale von GNSS-Satelliten verwendet (vgl. GPS-synchronisierter Oszillator).

## Einteilung
Die VO Funk kategorisiert diesen Funkdienst wie folgt:
- Normalfrequenz- und Zeitzeichenfunkdienst (Artikel 1.53)
  - Normalfrequenz- und Zeitzeichenfunkdienst über Satelliten (Artikel 1.54)

## Frequenzbereiche

ITU-Regionen
Region 1
Region 2
Region 3

Diesem Funkdienst stehen in der ITU-Region 1 und insbesondere auf deutschem Hoheitsgebiet u. a. folgende Frequenzbereiche zur Verfügung:
| Zuweisung an Funkdienste gemäß VO Funk | Zuweisung an Funkdienste gemäß VO Funk | Zuweisung an Funkdienste gemäß VO Funk                                             | Zuweisung an Funkdienste gemäß VO Funk | Zuweisung an Funkdienste gemäß VO Funk |
| Deutschland                            | Deutschland                            | Deutschland                                                                        | Nutzer                                 | Bemerkung                              |
| -------------------------------------- | -------------------------------------- | ---------------------------------------------------------------------------------- | -------------------------------------- | -------------------------------------- |
| 238                                    | 400,05–400,15 MHz                      | NORMALFREQUENZ- UND ZEITZEICHENFUNKDIENST ÜBER SATELLITEN (400,1 MHz)              | ziv.                                   | zivile Nutzung D261 5 31               |
| 406                                    | 25,25–25,5 GHz                         | Normalfrequenz- und Zeitzeichenfunkdienst über Satelliten (Richtung Erde-Weltraum) | ziv.                                   | 5 31 34                                |
| 407                                    | 25,5–26,5 GHz                          | Normalfrequenz- und Zeitzeichenfunkdienst über Satelliten (Richtung Erde-Weltraum) | ziv.                                   | 5 31 43                                |
| 408                                    | 26,5–27 GHz                            | Normalfrequenz- und Zeitzeichenfunkdienst über Satelliten (Richtung Erde-Weltraum) | mil.                                   | militärische Nutzung 5 31 34           |

Anmerkung zur Schreibweise …
- … mit GROSSBUCHSTABEN: Primärfunkdienst
- … in Normalschreibweise: Sekundärfunkdienst